# Обињи (Вандеја)
Обињи (фр. Aubigny) насеље је и општина у западној Француској у региону Лоара, у департману Вандеја која припада префектури Ла Рош сир Јон.
По подацима из 2011. године у општини је живело 3196 становника, а густина насељености је износила 123,92 становника/km². Општина се простире на површини од 25,79 km². Налази се на средњој надморској висини од 61 метар (максималној 77 m, а минималној 33 m).

## Демографија
| 1962. | 1968. | 1975. | 1982. | 1990. | 1999. | 2011. |
| ----- | ----- | ----- | ----- | ----- | ----- | ----- |
| 1.197 | 1.266 | 1.644 | 2.193 | 2.245 | 2.329 | 3.196 |